# Tumbas imperiales de las dinastías Ming y Qing

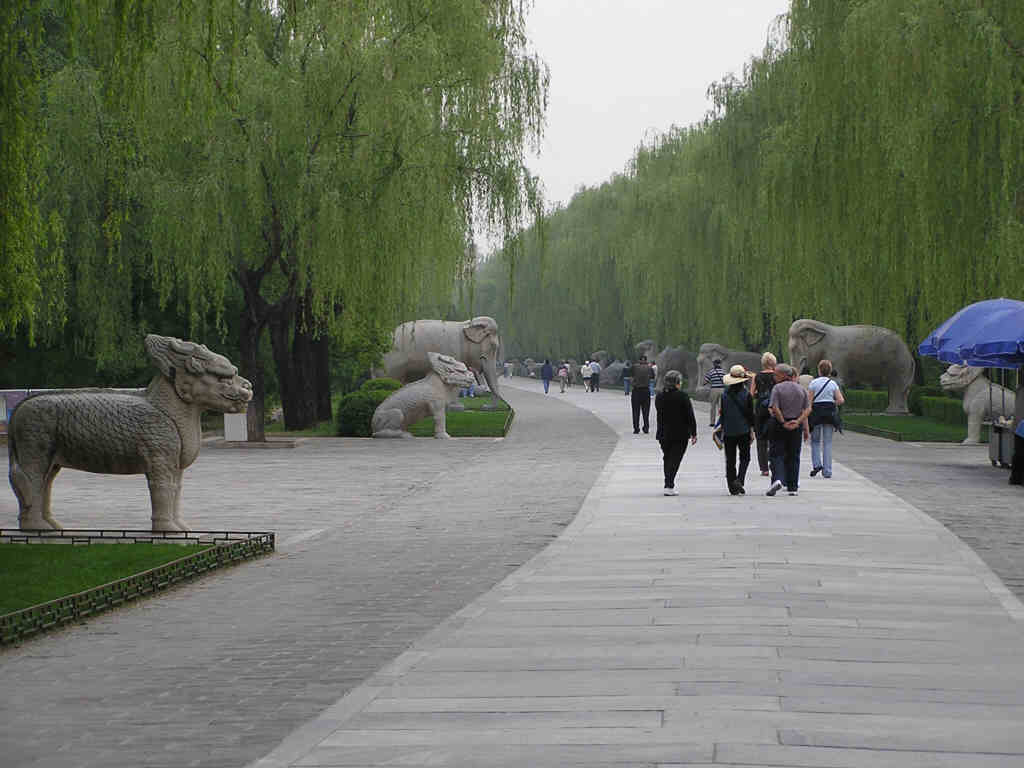
Estatuas de animales en una y otra parte de la calle de las almas, Pekín.

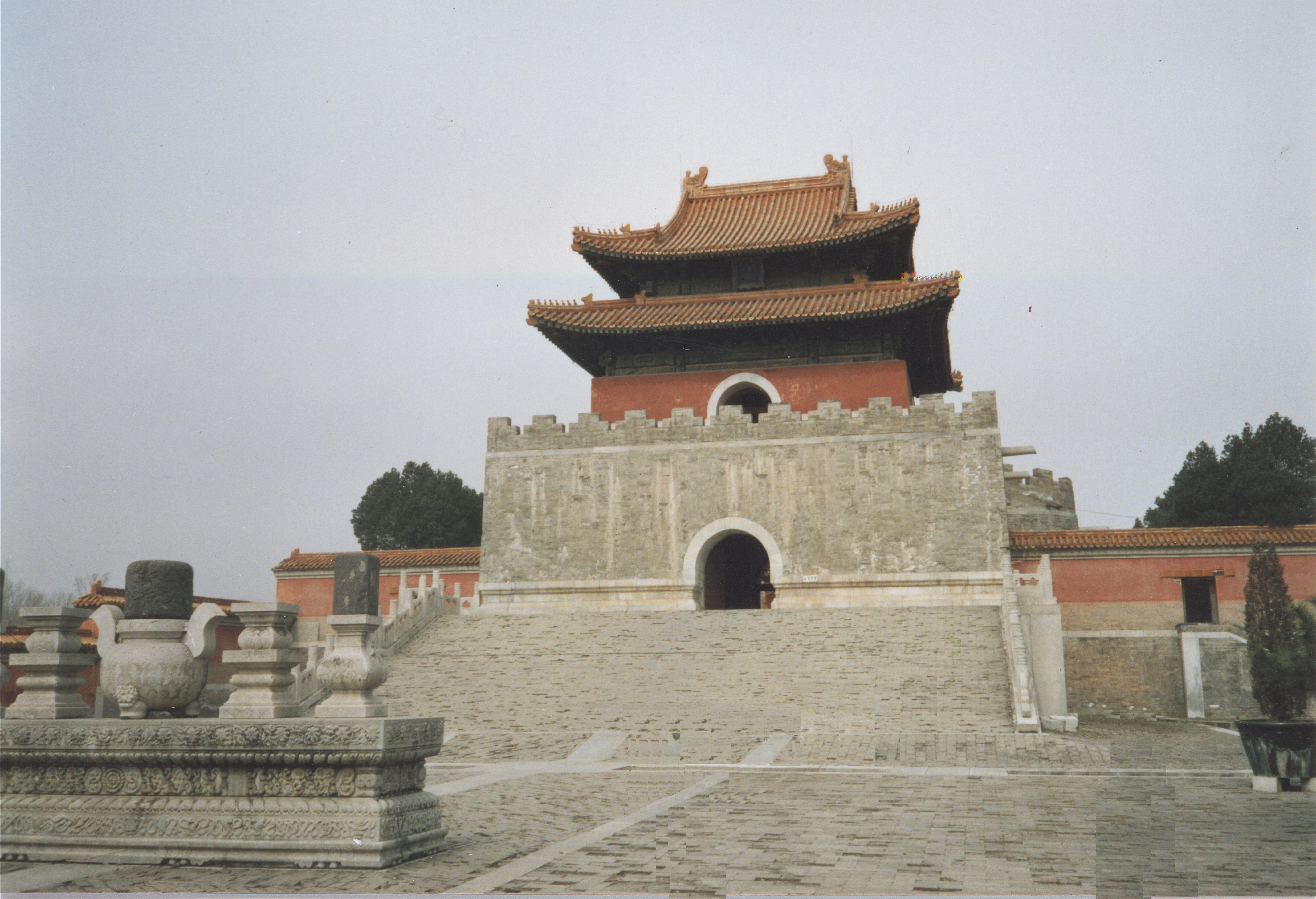
Tumba Qing, Hebei.

Tumbas imperiales de las dinastías Ming y Qing es la denominación bajo la cual la Unesco inscribió varios conjuntos de tumbas imperiales en la lista del Patrimonio de la Humanidad en 2000, 2003, y 2004.
La Unesco lo justifica así:

Este sitio se ha ampliado con la adición de tres tumbas de la dinastía Qing a las sepulturas de los Ming, ya inscritas en la Lista del Patrimonio Mundial en 2000 y 2003. Las tres tumbas imperiales de Yongling, Fuling y Zhaoling, ubicadas en la provincia de Liaoning, fueron construidas en el siglo XVII para albergar los despojos mortales de los miembros fundadores de la dinastía Qing y sus antepasados. Su construcción se rigió por los preceptos de la geomancia tradicional china y la teoría del diseño de los espacios vitales (fengshui). Están magníficamente ornadas con estatuas de piedra, bajorrelieves y cerámicas con motivos de dragones, que ilustran el auge de la arquitectura funeraria en la época de los Qing. En las tres tumbas, que forman verdaderos complejos arquitectónicos con sus múltiples construcciones, se mezclan los elementos tradicionales de las anteriores dinastías reinantes en China con los nuevos aportes de la civilización manchú.
Unesco

### Bienes individuales inscritos
| N.º de identificación | Tumba                    | Provincia | Localidad       | Coordenadas                                  | Superficie (m²) | Zona transición (m²) | Año de inscripción |
| 1004-001              | Tumba Xianling           | Hubei     | Zhongxiang      | 31°01′N 112°39′E / 31.017, 112.650           | 876 000         | 2 264 000            | 2000               |
| 1004-002              | Tumbas Qing orientales   | Hebei     | Zunhua          | 41°11′N 117°38′E / 41.183, 117.633           | 2 240 000       | 78 000 000           | 2000               |
| 1004-003              | Tumbas Qing occidentales | Hebei     | Yixian, Baoding | 39°20′N 115°1′E / 39.333, 115.017            | 18 420 000      | 47 580 000           | 2000               |
| 1004-004              | Tumbas Ming              | Pekín     | Changping       | 40°16′10″N 116°14′40″E / 40.26944, 116.24444 | 8 230 000       | 81 000 000           | 2003               |
| 1004-005              | Tumba de Ming Xiaoling   | Jiangsu   | Nankín          | 32°03′30″N 118°51′07″E / 32.05833, 118.85194 | 1 160 000       | 1 800 000            | 2003               |
| 1004-006              | Tumba de Chang Yuchun    | Jiangsu   | Nankín          | 32°03′44″N 118°49′54″E / 32.06222, 118.83167 | 9800            |                      | 2003               |
| 1004-007              | Tumba de Qiu Cheng       | Jiangsu   | Nankín          | 32°03′51″N 118°49′59″E / 32.06417, 118.83306 | 5500            |                      | 2003               |
| 1004-008              | Tumba de Wu Liang        | Jiangsu   | Nankín          | 32°04′00″N 118°49′51″E / 32.06667, 118.83083 | 4000            | 1 800 000            | 2003               |
| 1004-009              | Tumba de Wu Zhen         | Jiangsu   | Nankín          | 32°04′05″N 118°49′57″E / 32.06806, 118.83250 | 3500            |                      | 2003               |
| 1004-010              | Tumba de Xu Da           | Jiangsu   | Nankín          | 32°04′30″N 118°50′06″E / 32.07500, 118.83500 | 8500            |                      | 2003               |
| 1004-011              | Tumba de Li Wenzhong     | Jiangsu   | Nankín          | 32°04′47″N 118°50′23″E / 32.07972, 118.83972 | 8700            |                      | 2003               |
| 1004-012              | Tumba Yongling           | Liaoning  | Fushun          | 41°20′37″N 124°49′18″E / 41.34361, 124.82167 | 2 365 900       | 13 439 400           | 2004               |
| 1004-013              | Tumba Fuling             | Liaoning  | Shenyang        | 41°49′34″N 123°34′49″E / 41.82611, 123.58028 | 538 600         | 7 023 600            | 2004               |
| 1004-014              | Tumba Zhaoling           | Liaoning  | Shenyang        | 41°50′29″N 123°25′4″E / 41.84139, 123.41778  | 478 900         | 3 187 400            | 2004               |
| Total                 |                          |           |                 |                                              | 34 379 400      | 234 294 400          |                    |